# Malibcong
Malibcong ist eine philippinische Stadtgemeinde in der Provinz Abra. Sie hat 3428 Einwohner (Zensus 2015).

## Baranggays
Malibcong ist administrativ unterteilt in zwölf Baranggays.
| - Bayabas - Binasaran - Buanao - Dulao | - Duldulao - Gacab - Lat-ey - Malibcong (Pob.) | - Mataragan - Pacgued - Taripan - Umnap |